# Klaus Weichel
Klaus Weichel (* 29. November 1955 in Kaiserslautern) ist ein deutscher Politiker (SPD) und Verbandsfunktionär. Von 2007 bis 2023 war er Oberbürgermeister der Stadt Kaiserslautern.

## Leben
Weichel besuchte von 1961 bis 1966 die Pestalozzi-Grundschule und anschließend das Hohenstaufen-Gymnasium in Kaiserslautern, an dem er 1975 das Abitur ablegte. Von 1976 bis 1982 absolvierte er ein Studium der Biologie an der Universität Kaiserslautern. 1987 wurde er in Zoologie mit der Dissertation Bedeutung von Östrogenen und Androgenen für das Gesangsverhalten in der Jugendentwicklung beim Kanarienvogel (Serinus canaria) zum Dr. rer. nat. promoviert.
Weichel war von 1982 bis 1987 Wissenschaftlicher Mitarbeiter und Assistent an der Universität Kaiserslautern. Von 1987 bis 1990 schloss sich eine Tätigkeit als Projektleiter für Umwelt in einem Kaiserslauterer Ingenieurbüro an. 1990 wechselte er in die Stadtverwaltung Kaiserslautern, wo er bis 1995 die Leitung des Amtes für Umwelt innehatte. Danach war er bis 1999 Beigeordneter der Stadtverwaltung für den Geschäftsbereich Umwelt, Gesundheit, Grünflächen, Abfallwirtschaft, Jugend und Sport, Soziales. Von 2000 bis 2007 war er Präsident der Struktur- und Genehmigungsdirektion Süd in Neustadt an der Weinstraße.
Weichel wurde 1991 Mitglied der ÖTV. Politisch war er zunächst Mitglied der Grünen, wechselte 1992 zur SPD und wandte sich der Kommunalpolitik zu. Von 1997 bis 2002 war er Vorsitzender des SPD-Stadtverbandes Kaiserslautern. 2002 wurde er Beisitzer im SPD-Regionalverband Pfalz. Zwei Jahre später erfolgte seine Wahl in den Landesvorstand der SPD Rheinland-Pfalz.
Im Jahr 2007 kandidierte Weichel erstmals bei der Wahl zum Oberbürgermeister der Stadt Kaiserslautern und wurde im ersten Wahlgang mit 55,6 % der abgegebenen Stimmen gewählt. Der Gegenkandidat, Amtsvorgänger Bernhard J. Deubig (CDU), bekam 40,2 % der Stimmen, während Peter Hahn (REP) lediglich 4,2 % der Stimmen erhielt. Bei der Oberbürgermeisterwahl 2014 konnte er sein Amt verteidigen und wurde im ersten Wahlgang mit 53,6 % der abgegebenen Stimmen im Amt bestätigt. Die Gegenkandidaten, Rechtsanwalt Nico Welsch (CDU) und Diplom-Betriebswirt Achim Oliver Bertram (FDP), erhielten 41 % bzw. 5,4 % der Stimmen.
Seit 2014 ist Weichel auch Mitglied und Erster stellvertretender Vorsitzender des Bezirksverbandes Pfalz.
Neben seinen beruflichen und kommunalpolitischen Tätigkeiten war Weichel von 2005 bis 2018 Hauptvorsitzender des Pfälzerwald-Vereins in Neustadt und ist Präsident des DRK-Kreisverbandes Kaiserslautern-Stadt sowie Gründungsmitglied des Vereins ZukunftsRegion Westpfalz. Zudem betätigt er sich privat und ehrenamtlich in verschiedenen Vereinen der Kaiserslauterer Region. Weichel gehört auch dem Hochschulkuratorium und der Stiftung für die TU Kaiserslautern an.